# Laura Kaeppeler
Laura Kaeppeler (2 de marzo de 1988) es una modelo estadounidense. Fue coronada Miss America en 2012. Y representó a Wisconsin y fue la primera Miss Wisconsin en ganar el Miss America desde 1973.